# Breitner János
Breitner János, dr. (1915. március 17. – 1981) magyar énekművész (táncdalénekes), zeneszerző, jogász.

## Életpályája
Jogi tanulmányokat folytatott, és jogászként is dolgozott. Pályájának lényegét azonban a könnyűzene képezte. 
Breitner Jánost a Nemzeti Zenedében Ujfalussyné Mándy Margit tanította énekre, míg Fáik Géza zeneszerzésre és zongorázásra. 1945-től kezdve énekesként, zongoristaként, karmesterként egyaránt népszerűvé vált. Az ORI hivatásos énekese volt.
Táncdalénekesként rendszeresen szerepelt magyar, német, osztrák, csehszlovák és lengyel rádióállomások műsorán.
1981. február 24-i temetésén Landeszmann György főrabbi méltatta az érdemeit.

## Ismertebb dalai
- Szalmaláng nálad a szerelem
- Natasa
- Kis Katóka
- Lehet, hogy túlságosan szerettelek

## Társadalmi szerepvállalása
A Magyar Népköztársaság Művészeti Alapja Zenei Szakosztályának egyik alapító tagja volt.

## Diszkográfiája
- discogs.com
- Csak a szépre emlékezem. Breitner János és Putnoki Gábor slágerei. RÉTCD 49